# John Gilbert (Schauspieler)

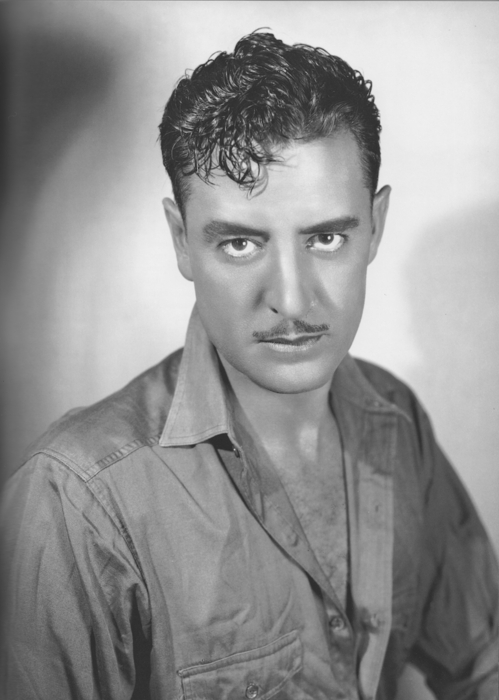
Ruth Harriet Louise: John Gilbert, etwa 1927

John Gilbert (eigentlich John Cecil Pringle; * 10. Juli 1897 in Logan, Utah; † 9. Januar 1936 in Los Angeles, Kalifornien) war ein US-amerikanischer Filmschauspieler. Er war vor allem an der Seite von Greta Garbo einer der größten Stars der ausgehenden Stummfilmära Ende der 1920er Jahre.

## Leben
John Gilbert war der Sohn englischer Wanderschauspieler. Seine Kindheit verbrachte er auf Tourneen mit seinen Eltern. Er besuchte später in Kalifornien eine Militärschule. In den 1910er Jahren kam er zum Film und erhielt 1915 eine Anstellung als Komparse bei der Filmgesellschaft Triangle von Thomas Harper Ince. Sein Filmdebüt hatte er im Jahre 1916. Gleichzeitig betätigte er sich auch als Autor und wurde 1919 von Maurice Tourneur als Schauspieler, Regieassistent und Drehbuchautor engagiert. 1921 ging Gilbert zur Fox Film Corporation von William Fox und übernahm bevorzugt die Rollen romantischer Liebhaber, die sein Image bis zum Ende seiner Karriere prägten.

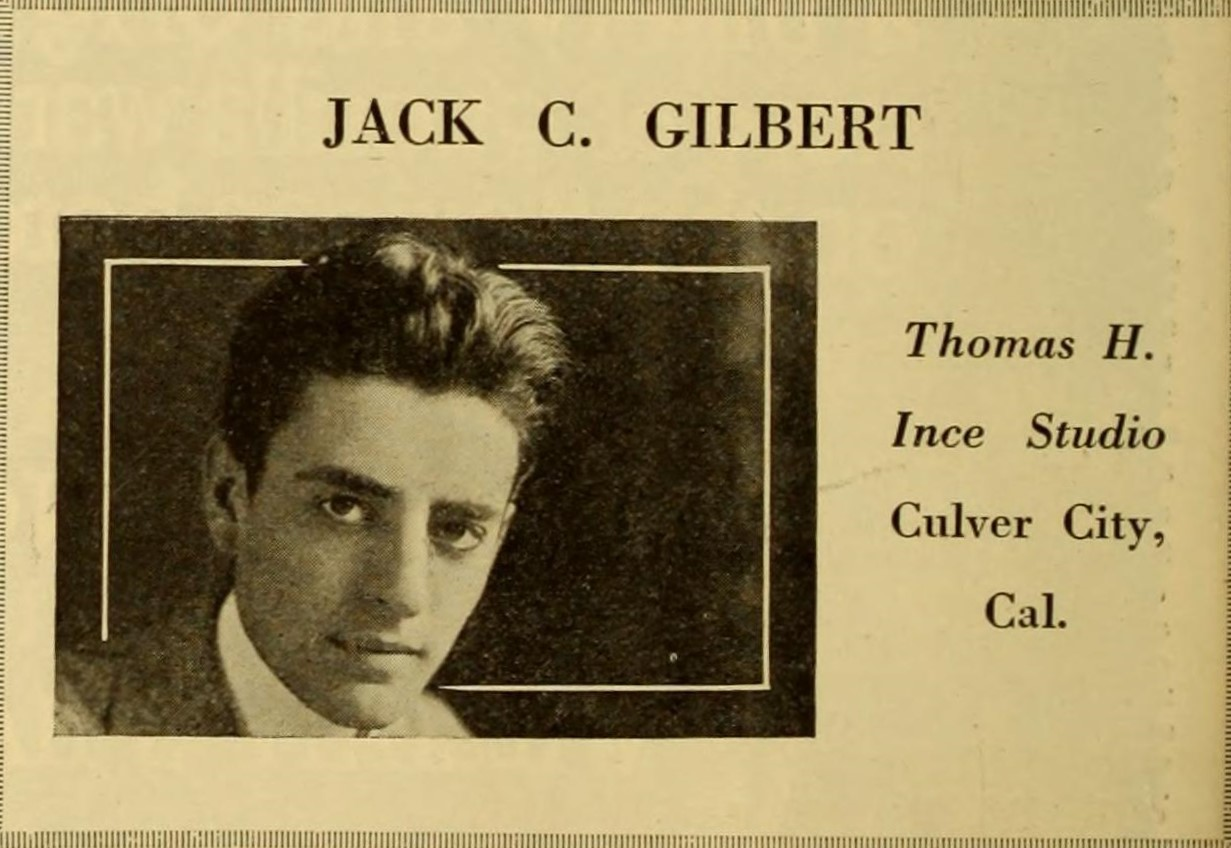
John Gilbert, Zeitungsabbildung von 1919

Nach dem Wechsel zu Metro Pictures Corporation, die kurze Zeit später zur MGM verschmolz, begann sein Aufstieg zu einem der erfolgreichsten Schauspieler der Stummfilmzeit. Sein erster großer Erfolg für das neu gegründete Studio war in Victor Sjöströms Der Mann, der die Ohrfeigen bekam, in dem er 1924 neben Norma Shearer und Lon Chaney senior in der Rolle eines Zirkusreiters auftrat. Im darauffolgenden Jahr hatte er Hauptrollen in zwei der finanziell erfolgreichsten Produktionen des Jahrzehnts: als Prinz Danilo in Die lustige Witwe, wo sich die Hauptdarstellerin Mae Murray mit dem Regisseur Erich von Stroheim während der Dreharbeiten twelve weeks of volcanic outbursts of temperament lieferten. 
Ein noch größerer Erfolg war King Vidors Kriegsdrama Die große Parade, in dem er einen jungen amerikanischen Soldaten im Ersten Weltkrieg spielte. 1926 spielte er in Vidors Mimi an der Seite von Lillian Gish und Lars Hanson. Seine Popularität stieg im gleichen Jahr, als er in Es war von Clarence Brown erstmals mit Greta Garbo vor der Kamera stand. Die Zusammenarbeit von Gilbert und Garbo wurde in Anna Karenina unter der Regie von Edmund Goulding und in Eine schamlose Frau aus dem Folgejahr fortgesetzt. Neben Ronald Colman/Vilma Bánky und Janet Gaynor/Charles Farrell waren die beiden eines der großen Leinwandpaare der Ära. Auf dem Höhepunkt seiner Karriere wurde Gilbert als der Nachfolger von Valentino gefeiert. Gilbert und Garbo gingen während dieser Zeit auch im Privatleben eine Liebesbeziehung ein.
Der Übergang zum Tonfilm gelang John Gilbert entgegen den heute noch kursierenden Gerüchten relativ problemlos. Der Schauspieler handelte 1930 einen neuen Vertrag aus, der ihm für vier Filme jeweils 250.000 US-Dollar Gage sicherte, was Gilbert zu einem der bestbezahlten Stars neben Constance Bennett und Al Jolson machte. Was sich auf lange Sicht jedoch fatal für ihn auswirkte, waren seine teilweise heftigen Meinungsverschiedenheiten mit MGM-Chef Louis B. Mayer, was schließlich zu künstlerisch immer weniger befriedigenden Rollen führte. Auch hatte sich der Geschmack des Publikums gewandelt, und mit Clark Gable und Robert Montgomery hatte das Studio zwei neue Topstars. Gilberts heute noch bekanntester Film ist Königin Christine aus dem Jahr 1933 unter der Regie von Rouben Mamoulian, wo er neben Garbo spielt, die sich ausdrücklich für seine Besetzung im Studio starkgemacht hatte. Im Folgejahr drehte er seinen letzten Film. John Gilbert erlag 1936 – vermutlich als Folge seines langjährigen übermäßigen Alkoholkonsums – einem Herzinfarkt. Zu dem Zeitpunkt war geplant, ihn neben Marlene Dietrich und Gary Cooper in Perlen zum Glück einzusetzen. Nach seinem Tod wurde seine Rolle mit John Halliday besetzt.

## Filmografie
- 1915: The Mother Instinct (Kurzfilm)
- 1915: The Coward
- 1915: Matrimony (Kurzfilm, Verschollen)
- 1915: Aloha Oe
- 1915: Civilization
- 1916: The Corner (Verschollen)
- 1916: Bullets and Brown Eyes
- 1916: The Last Act
- 1916: Hell’s Hinges
- 1916: The Aryan
- 1916: The Apostle of Vengeance
- 1916: The Phantom
- 1916: Eye of the Night
- 1916: Shell 43
- 1916: The Sin Ye Do
- 1917: The Weaker Sex
- 1917: The Bride of Hate
- 1917: Princess of the Dark
- 1917: The Dark Road
- 1917: Happiness
- 1917: The Millionaire Vagrant
- 1917: Love or Justice
- 1917: The Hater of Men
- 1917: The Mother Instinct
- 1917: Golden Rule Kate
- 1917: The Devil Dodger (Verschollen)
- 1917: Up or Down?
- 1918: Nancy Comes Home
- 1918: Shackled
- 1918: One Dollar Bid
- 1918: More Trouble
- 1918: Wedlock
- 1918: Doing Their Bit
- 1918: The Mask
- 1918: Three X Gordon
- 1918: The Dawn of Understanding (Verschollen)
- 1918: The White Heather (Verschollen)
- 1919: The Busher
- 1919: The Man Beneath
- 1919: A Little Brother of the Rich
- 1919: The Red Viper
- 1919: For a Woman’s Honor (Verschollen)
- 1919: Widow by Proxy
- 1919: Heart o’ the Hills
- 1919: Should a Woman Tell?
- 1920: The White Circle
- 1920: The Great Redeemer
- 1920: Deep Waters (Verschollen)
- 1921: The Servant in the House (Verschollen)
- 1921: Shame
- 1921: Ladies Must Live
- 1922: Gleam O’Dawn
- 1922: Arabian Love
- 1922: The Yellow Stain
- 1922: Honor First
- 1922: Der Graf von Monte Christo (Monte Cristo)
- 1922: Calvert's Valley
- 1922: The Love Gambler
- 1922: A California Romance
- 1923: While Paris Sleeps
- 1923: Truxton King (Verschollen)
- 1923: Madness of Youth (Verschollen)
- 1923: St. Elmo
- 1923: The Exiles
- 1923: Der feindliche Gast (Cameo Kirby)
- 1923: The Wolf Man
- 1924: Just Off Broadway
- 1924: A Man’s Mate
- 1924: The Lone Chance (Verschollen)
- 1924: Romance Ranch
- 1924: Der lachende Kavalier (His Hour)
- 1924: Married Flirts
- 1924: Der Mann, der die Ohrfeigen bekam (He Who Gets Slapped)
- 1924: The Snob
- 1924: The Wife of the Centaur
- 1925: Die lustige Witwe (The Merry Widow)
- 1925: Die große Parade (The Big Parade)
- 1925: Ben Hur
- 1926: Galgenhochzeit (Bardelys the Magnificent)
- 1926: Mimi (La Bohème)
- 1926: Es war (Flesh and the Devil)
- 1927: Praterleut' (The Show)
- 1927: Twelve Miles Out
- 1927: Mann-Weib-Sünde (Man, Woman and Sin)
- 1927: Anna Karenina (Love)
- 1928: Die Kosaken (The Cossacks)
- 1928: Four Walls
- 1928: Es tut sich was in Hollywood (Show People)
- 1928: Die Masken des Erwin Reiner (The Masks of the Devil) (verschollen)
- 1928: Eine schamlose Frau (A Woman of Affairs)
- 1929: Desert Nights
- 1929: The Hollywood Revue of 1929
- 1929: His Glorious Night
- 1930: Jenseits des Lebens (Redemption)
- 1930: Make Way For a Sailor
- 1931: Gentleman’s Fate
- 1931: Der Magier von Paris (The Phantom of Paris)
- 1931: West of Broadway
- 1932: Der schöne Karl (Downstairs)
- 1933: Fast Workers
- 1933: Königin Christine (Queen Christina)
- 1934: The Captain Hates the Sea